# LQ Водолея
LQ Водолея (лат. LQ Aquarii), HD 215553 — одиночная переменная звезда в созвездии Водолея на расстоянии приблизительно 1368 световых лет (около 420 парсеков) от Солнца. Видимая звёздная величина звезды — от +6,78m до +6,71m.

## Характеристики
LQ Водолея — красный гигант, пульсирующая медленная неправильная переменная звезда (LB) спектрального класса M0 или M1III. Эффективная температура — около 3806 К.